# المالكية (ريف دمشق)
المالكية قرية سوريّة تتبع إداريّاً لمحافظة ريف دمشق منطقة دوما ناحية الغزلانية، بلغ تعداد سكانها 602 نسمة حسب التعداد السكاني لعام 2004.